# Fort Karl
Le fort Karl est un ancien fort situé à Gustavia.

## Toponymie
L'origine du nom provient du frère du roi de Suède Gustave III, Karl.

## Historique
Situé sur une petite colline de 29 mètres de haut et dominant Shell Beach, il faisait partie des trois forts encadrant Gustavia à l'époque suédoise avec les forts Gustav et Octav. Il n'en reste aujourd'hui que des ruines.

## Aujourd'hui
Le site Fort Karl appartient aujourd'hui au Conservatoire du Littoral depuis 2007.